# MediaGoblin
O GNU MediaGoblin (também conhecido apenas por MediaGoblin ou ainda GMG) é uma plataforma web (software servidor), descentralizada e de código-aberto, direcionada para a hospedagem e o compartilhamento de diversos formatos de mídia digital. Foi planejada com o intuito de ser uma alternativa extensível, federada e livre, aos principais serviços de publicação de mídia como Flickr, deviantArt e YouTube.

## História
A origem do GNU MediaGoblin remonta a 2008, quando deu-se uma reunião  na Free Software Foundation (Fundação do Software Livre) com o propósito de discutir os caminhos que as comunidades da Internet deveriam tomar. O consenso foi de que as estruturas centralizadas e restritivas eram tanto tecnicamente quanto eticamente discutíveis, sendo potencialmente prejudiciais a típica imparcialidade e disponibilidade da internet. Desde então, inúmeros projetos com essa mesma perspectiva vêm surgindo, incluindo Identi.ca, Libre.fm, Diaspora, entre outros.
O código-fonte do MediaGoblin começou a ser escrito em março de 2011, estando desde então em contínuo desenvolvimento.
- 24/08/2012 — lançamento da versão 0.3.1, com suporte temático.
- De outubro de 2012 a 9 de novembro, foi lançada pelo projeto uma campanha de financiamento coletivo por meio da Free Software Foundation.[11][12][13]
- 20/12/2012 — lançamento da versão 0.3.2, com suporte a modelos 3D, coleções e API.
- 12/03/2013 — lançamento da versão 0.3.3, com aperfeiçoamentos na interface e na API, e o abandono de processamentos desnecessários para alguns tipos de vídeos.
- 17/06/2013 — lançamento da versão 0.4.0. Novo sistema de extensões, e suporte para os formatos PDF e OpenDocument por meio do PDF.js e LibreOffice, respectivamente. Implementação experimental da API Piwigo.[14]
- 05/09/2013 — lançamento da versão 0.5.0, com um sistema de autenticação plugável (incluindo OpenID e Mozilla Persona), manuseador de mídia plugável e notificações de comentário.
- 03/12/2013 — lançamento da versão 0.6.0. Administração de permissões de usuário via interface web, gerenciamento de desagravos de mídia, uploads não-interativos, autenticação via LDAP e cotas de disco para usuários específicos.
- 2014-08-26 – lançamento da versão 0.7.0, com uma implementação base da API do Pump.io, Skeleton incorporado para se ter um leiaute mais responsivo, inclusão do tema Sandy Seventies Speedboat, carregamento de batch de linha de comandos, adição do tipo MIME 'blog', ainda experimental, e um plugin de metadados.[15]

## Design e características
O MediaGoblin é parte do projeto GNU e tem o seu código-fonte lançado sob os termos da Licença Pública Geral Affero GNU. Está, portanto, em consonância com os princípios de software livre e de código-aberto. Os direitos autorais sobre todo o resto (e.g. design, logo) pertencem ao domínio público. O mascote do projeto é um duende (goblin em inglês), de cor roxa e nome Gavroche, vestindo-se como um artista estereotipado. O nome "MediaGoblin", em que também se faz um trocadilho com a pronúncia de "gobbling", foi sugerido por Christopher Allan Webber, desenvolvedor do software-base.